# Gorenje Jezero
Gorenje Jezero – wieś w Słowenii, w gminie Cerknica. W 2018 roku liczyła 122 mieszkańców.